# Franklin (Nebraska)
Franklin – miasto w Stanach Zjednoczonych, w południowej części stanu Nebraska, siedziba administracyjna hrabstwa Franklin. Według danych z 2000 roku miasto miało 1026 mieszkańców.